# Bernardino Quadri
Bernardino Quadri (Agno, 1625 circa – Candiolo, 24 ottobre 1695) è stato un architetto e scultore svizzero-italiano, attivo specialmente in Piemonte, alla corte dei Savoia.

## Biografia
L'architetto fa parte della "grande famiglia" degli artisti dei Laghi, ovvero una nutritissima serie di maestranze legate all'edilizia (muratori, scalpellini, scultori, stuccatori, decoratori, architetti, etc) originari del lago di Como e di Lugano (dal XVI secolo suddiviso tra la Svizzera e la Lombardia) che fino al XIX secolo furono parte essenziale dei cantieri italiani e di tutta Europa. Nasce in un paese del Malcantone, sul lago di Lugano. Poco si conosce della sua vita giovanile, informazioni su di lui ci sono fornite verso gli anni quaranta del Seicento quando, a Roma, lavora presso il cantiere di San Giovanni in Laterano e alla Basilica di San Pietro, opere realizzate in vista del Giubileo del 1650. Lavora al fianco del Bernini e di Francesco Borromini ma, a seguito di screzi con quest'ultimo, lascia Roma e giunge a Torino, richiamato dalla prospettiva di assunzione alla corte ducale, che a quel tempo cercava valenti artisti per ridisegnare i principali monumenti cittadini all'insegna del nuovo gusto barocco. Nella città inoltre già operavano moltissime maestranze luganesi e lombarde, riunite già dal 1620 nella Compagnia di Sant'Anna dei Luganesi.
Tra le sue prime commissioni, risale al 1657 la nuova progettazione della Cappella della Sindone, precedentemente disegnata da Carlo di Castellamonte, per la quale progetta una pianta circolare; quasi in contemporanea lavora alla Chiesa di San Carlo, nell'omonima piazza, ove opera nel presbiterio e, poco dopo, comincia la realizzazione della Chiesa dello Spirito Santo.
A lui si deve il progetto della Chiesa dei Santi Bernardino e Rocco a Chieri, i cui lavori tuttavia terminarono dopo la sua morte.
Realizza, insieme ad altri artisti e stuccatori luganesi, alcune delle decorazioni interne del Castello del Valentino, negli anni 060 del seicento, in particolare nelle sale dell’appartamento del primo piano verso Torino
Altri monumenti da lui progettati non sono visibili, come il grandioso gruppo marmoreo che doveva ornare il sarcofago del duca Carlo Emanuele II di Savoia e della consorte Francesca Maddalena d'Orléans: mai ultimato, rimane di esso solo una Madonna col Bambino.
Alla reggia di Venaria Reale lavora nel 1668 a varie statue che dovevano decorare i rondò dei giardini, mentre si ipotizza un suo operato anche nella grande Sala di Diana nella stessa reggia.